# Чонтальпа
Чонта́льпа (исп. Chontalpa) или Эстасьо́н-Чонта́льпа (исп. Estación Chontalpa) — небольшой город в Мексике, в штате Табаско, входит в состав муниципалитета Уимангильо. Численность населения, по данным переписи 2020 года, составила 7905 человек.

## Общие сведения
Название Chontalpa с майянского языка можно перевести как: место иностранцев.
Поселение было основано как железнодорожная станция. В настоящее время используется как терминал компании Cemex.
Чонтальпа расположена в 22 км к югу от муниципального центра, города Уимангильо, и в 85 км к юго-западу от столицы штата, города Вильяэрмоса.

## Население
| Год  | Численность | Численность |
| ---- | ----------- | ----------- |
| 2000 | 5695        | [ 6 ]       |
| 2005 | 5184        | [ 7 ]       |
| 2010 | 7336        | [ 8 ]       |
| 2020 | 7905        | [ 9 ]       |